# Playa grande (singolo)
Playa grande è un singolo del duo statunitense Sofi Tukker in collaborazione con il gruppo colombiano Bomba Estéreo, pubblicato il 6 giugno 2019 dall'etichetta discografica Ultra Music.
Il brano, un misto di elettronica e cumbia, è stato presentato in occasione del Coachella Valley Music and Arts Festival ed è cantato in inglese, spagnolo, portoghese e spanglish.

## Videoclip
Il video del brano è stato pubblicato sul canale Ultra Musica il 31 maggio 2019. Le riprese sono state effettuate sulle spiagge del distretto di Santa Marta, in Colombia, dirette da Mac Boucher, fratello di Grimes, già alla regia dei precedenti video della band statunitense. Nella clip, il gruppo di artisti prepara un falò in spiaggia all'insegna di rituali magici legati alla natura, nel mentre le cantanti Sophie Hawley-Weld e Liliana Saumet sono anche rappresentante come sacerdotesse/divinità in stile induista.

## Tracce
1. Playa grande – 3:21
2. Playa grande (Uproot Andy remix) – 4:38
3. Playa grande (Sinego remix) – 2:55